# Elnardo Webster
Elnardo Webster (Jersey City, Nueva Jersey, 6 de marzo de 1948 - Morristown, Nueva Jersey, 22 de marzo de 2022) fue un jugador de baloncesto estadounidense. Con 1.96 metros de estatura, jugaba en la posición de alero.

## Trayectoria
- Wharton County Junior College (1965-1967)
- Universidad de San Pedro (1967-1969)
- Nuova Pallacanestro Gorizia (1969-1970)
- New York Nets (1971)
- Memphis Pros (1971-1972)
- Wilkes-Barre Barons (1972-1973)
- Caja Bilbao (1973-1974)
- Wilkes-Barre Barons (1975-1976)